# National String Instrument Corporation
La National String Instrument Corporation fue un fabricante de guitarras que creó las primeras guitarras con resonador. También fabricó ukuleles con resonador y mandolinas con resonador.

## Historia

### Primeros años

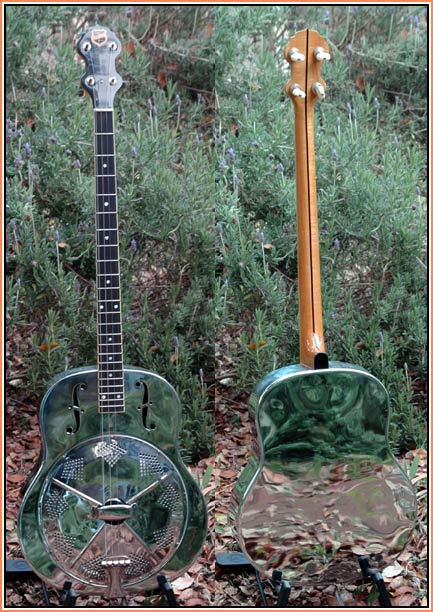
1928 National Style O plectrum guitar.

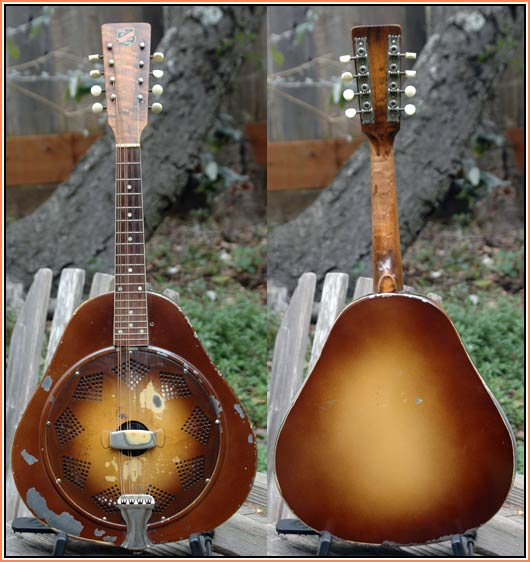
1930 National Triolian resonator mandolin.

La compañía fue creada por John Dopyera, el lutier que inventó el resonador y George Beauchamp, un intérprete de Steel guitar quien le sugirió a Dopyera la necesidad de una guitarra que sonara lo suficientemente fuerte como para tocar una melodía junto a instrumentos de viento.
En 1927, National produjo los primeros instrumentos con resonador bajo la marca National. Tenían cuerpos de metal y el sistema resonador llamado tricono, con 3 conos de aluminio unidos por una araña de aluminio. Los modelos de madera llegarían posteriormente usando guitarras de contrachapado suministradas por Kay, Harmony y otros fabricantes.

### Dobro
En 1928, Dopyera abandonó National y con cuatro de sus hermanos formó Dobro Manufacturing Company para producir un resonador de cono invertido, aunque John Dopyera continuaba siendo accionista de National. El diseño Dobro era más barato y más sonoro que el tricono de National.
National introdujo el resonador biscuit, el cual Dopyera decía haber diseñado aunque la patente estaba registrada a nombre de Beauchamp. National continuó produciendo el tricono por ser el de preferencia de muchos intérpretes.
En su catálogo de 1930, National contaba con ocho asociados, incluyendo Adolph Rickenbacker, George Beauchamp, Harry Watson, Paul Barth, and Jack Levy.
En 1932 los hermanos Dopyera se aseguraron el control de National y Dobro, fusionándolas para formar la National Dobro Corporation.

### National Reso-Phonic Guitars
En 1989 una compañía de California llamada National Reso-Phonic Guitars comenzó a fabricar reproducciones de instrumentos con resonador basándose en los diseños de John Dopyera.

## Diseños de guitarras con resonador
La marca National se asocia con 2 de los 3 diseños de resonador :
- El tricono con 3 conos resonadores
- El biscuit de un único cono

Términos como National o National pattern se usan a menudo para distinguir estos del diseño Dobro.

## Artistas notables
Artistas que usan o han usado guitarras National:
- Black Ace
- Scrapper Blackwell
- Bumble Bee Slim
- Bo Carter
- Reverend Gary Davis
- Blind Boy Fuller
- Arvella Gray
- Son House
- Mark Knopfler
- Babe Stovall
- Tampa Red
- Bukka White
- Chris Tapp
- Chris Whitley[4]
- Oscar "Buddy" Woods
- Dan Auerbach[5]

## Leer más
- "The Earliest Days of the Electric Guitar" Archivado el 24 de diciembre de 2005 en Wayback Machine. at Rickenbacker website
- Wheeler, Tom: The Guitar Book: A Handbook for Electric & Acoustic Guitarists (1978), Harpercollins - ISBN 0-06-014579-X